# سيرجي ميكيل
سيرجي ميكيل (بالإسبانية: Sergi Miquel i Valentí)‏ هو مصمم صناعي وسياسي إسباني، ولد في 24 ديسمبر 1989 بياغوستيرا في إسبانيا. حزبياً، نشط في Catalan European Democratic Party ‏ (2016 – ) وحزب التقارب الديمقراطي في كتالونيا ( – 2016).

## مناصب
- انتخب كاتب عام Nationalist Youth of Catalonia [الإنجليزية]‏ (2015 – ).
- انتخب Second Deputy Mayor ‏ ياغوستيرا (يونيو 2015 – ).
- في Elections to the Congreso de los Diputados in 2016  [لغات أخرى]‏، انتخب عضو مجلس النواب الإسباني  [لغات أخرى]‏ عن دائرة Girona (Congress of Deputies constituency) [الإنجليزية]‏ خلال فترته النيابية  [لغات أخرى]‏ (5 يوليو 2016 – ).
- انتخب city councillor of Llagostera ‏ (2011 – 2015).